# الأشجار والبساتين المقدسة في الوثنية والأساطير الجرمانية

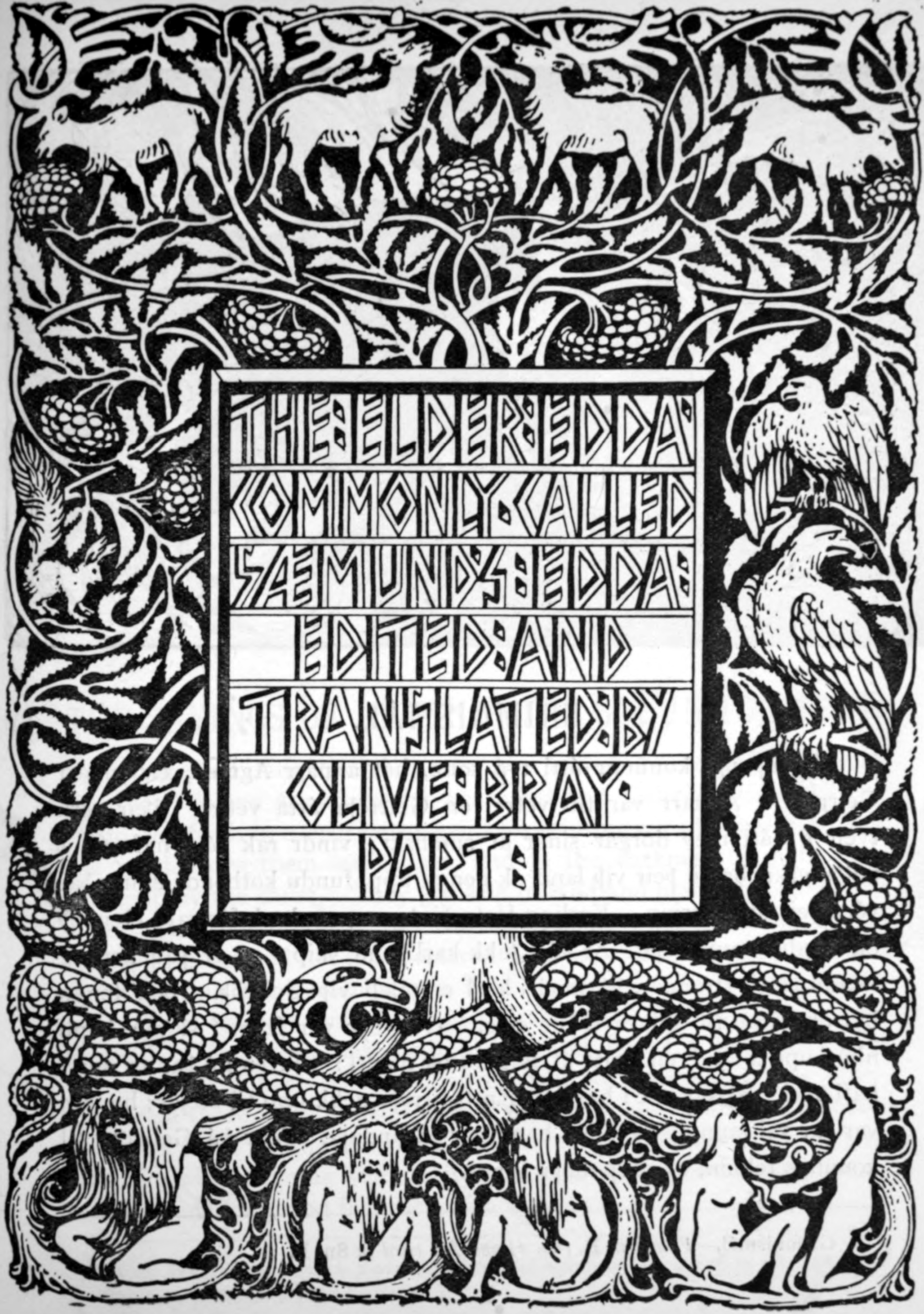
صورة لشجرة إغدراسيل الكونيّة في ترجمة أوليف براي الإنجليزيّة لأشعار الإيدا

تلعب الأشجار دورًا خاصًا في الوثنية الجرمانية والأساطير الجرمانية، سواء كانت فردية (أشجار مقدسة) أم في مجموعات (بساتين مقدسة). يُلاحظ الدور المركزي للأشجار في الديانة الجرمانية في الرويات المكتوبة المبكرة حول الشعوب الجرمانية، إذ ذكر المؤرخ الروماني تاسيتس أن ممارسات العبادة الجرمانية انحصرت في البساتين بدلًا من المعابد. يرى العلماء أن تبجيل الأشجار الفردية والطقوس التي تؤدى عندها تستمد من الدور الأسطوري لشجرة العالم، إغدراسيل؛ ويربط أصل الكلمة وبعض الأدلة التاريخية الآلهة الفردية بكل من البساتين والأشجار الفردية. بعد دخول المسيحية، استمرت الأشجار بتأدية دور مهم في المعتقدات الشعبية للشعوب الجرمانية.

## الشهادات والسجلات الأثرية
تُوثق الأشجار والبساتين المقدسة على نطاق واسع في سجلات الشعوب الجرمانية القديمة. يفترض بعض العلماء أنها سبقت تطور المعابد (وفقًا لرودولف سيميك، «وجدت الغابات المقدسة قبل وجود المعابد والمذابح بفترة طويلة»).
يقول تاسيتس في كتابه الجرمانية أن الشعوب الجرمانية «قدسوا الغابات والبساتين وسمّوا ذلك الوجود الغامض الذي رأوه فقط بعين التعبد بأسماء الآلهة»، يصف تاسيتس بستان السمنونيون ويشير إلى كاستوم نيموس («بستان طاهر») تُقدس فيه صورة الإلهة نيرثوس، وتشير رويات أخرى من الفترة الرومانية أيضًا إلى الطقوس التي أقامتها الشعوب الجرمانية القارية في البساتين، بما في ذلك تضحيات الشيراسكيون بتصفية الناجين في الغابة بعد فوزهم في معركة غابة تويتوبورغ، رواها تاسيتوس في حولياته استنادًا إلى روايات جرمانيكوس. خُصصت هذه البساتين أحيانًا لإله معين: بالإضافة نيرثوس، كان هناك سيلفا هيركولي ساكرا («خشب هرقل المقدس»، وهو تفسير روماني) بالقرب من نهر فيزر، ويقال أن السمنونيون أقاموا طقوسهم تكريمًا للإله حاكم الجميع («رينياتور أومنيوم ديوز»). أشار العالم الباحث في الدين الجرماني جان دي فريس إلى أن أسماء الأماكن مثل فرولوند (الدنمارك)، وأولوندا، وفروسفي وميادافي (السويد)، التي يضاف فيها كلمات تعني «بستان» أو «خشب» إلى اسم الإله، تُشير استمرار هذه الممارسة، ولكنها وجدت في الدول الاسكندنافية الشرقية بشكل حصري تقريبًا؛ ومع ذلك، تُسجل كويل تومير (غابة خشبية) بالقرب من دبلن، وهي غابة بلوط مقدسة للإله ثور.
يُعد تبجيل الأشجار الفردية بين الشعوب الجرمانية موضوعًا شائعًا في إدانة المسيحية الارتداد إلى الوثنية في العصور الوسطى. ارتبطت هه الأشجار في بعض الحالات، مثل شجرة بلوط دونار (وفقًا للأسطورة، قطعها المبشر المسيحي القديس بونيفاس)، بآلهة معينة، ويمكن النظر إلى ارتباط الأشجار الفردية بالقديسين على أنها استمرار للتقليد في العصر الحديث.

يذكر كتاب لاندنيمابوك، الذي يصف استيطان آيسلندا، والعائد للقرن الثالث عشر، شاعرًا اسكتلنديًا (سكولد) اسمه ثورير سنبيل كيتلسون، وصل إلى أيسلندا بعد مواجهة طاقمه فايكنج غزاة وصدوهم، وأسس بستانًا مقدسًا هناك:
استولى ثورير على كامل فنيوسكادالر، حتى أوديلا. بنى منزله في لوند [بستان باللغة الإسكندناوية القديمة]، وأقام بستانًا مقدسًا.
يوجد أيضًا تقليد شعبي اسكندنافي لمزارعين يقدمون قرابين صغيرة لـ «الشجرة الحارسة»، يعتبر ممارسةً لحماية الأسرة والأرض. ولكن، لا توجد مؤشرات على أن الأشجار كانت تعتبر في الفترة الوثنية مسكنًا للآلهة والأرواح. تكهن العلماء أن الأشجار المبجلة علنيًا مثل الموجودة في معبد أوبسالا اعتُبرت نظيرات لشجرة العالم الأسطورية إغدراسيل.
تركت الأشجار والبساتين المقدسة آثارًا قليلة، ولكن أمكن تحديد موقعين من هذه المواقع في السويد. اكتُشف جذع تامول متحلل محاط بعظام حيوانات، خاصةً عظام من الدب البني والخنزير، تحت الكنيسة في فرسون في يمتلاند في عام 1984. وجد باستخدام تأريخ الكربون أن هذه الاكتشافات تعود إلى أواخر عصر الفايكنغ. عُثر على قرابين محترقة محتملة على تلة لوندا بالقرب من سترينغنس في سودرمانلاند؛ زعم عالم الآثار غونار أندرسون بأن الجمع بين الاكتشافات واسم المكان -الذي يمكن أن يعني «البستان»-يشير إلى أنه بقايا بستان قرباني.